# Casa del Bar Ventura
Casa del Bar Ventura és una obra de Sant Just Desvern (Baix Llobregat) protegida com a Bé Cultural d'Interès Local.

## Descripció
Edifici de planta baixa i pis de tres tramades. A la planta pis hi trobem tres balcons amb barana de ferro forjat. L'edifici presenta un coronament que sobresurt a la part central de la façana.